# Laneige
Laneige là một thương hiệu mỹ phẩm của Hàn Quốc được sáng lập bởi Tập đoàn mỹ phẩm Amore Pacific vào năm 1994. Tên gọi của thương hiệu bắt nguồn từ La Neige trong tiếng Pháp có nghĩa là Tuyết.

## Lịch sử
Laneige là thương hiệu mỹ phẩm của Tập đoàn mỹ phẩm hàng đầu tại Hàn Quốc ra đời năm 1994.
Năm 2002, Laneige thành lập các cửa hàng đầu tiên bên ngoài lãnh thổ Hàn Quốc là Hông Kông và Trung Quốc.
Năm 2007, Laneige lập ra dòng sản phẩm trang điểm cao cấp Laneige Premium Makeup Line. In the same year, Laneige launched Laneige Homme, a cosmetics brand for men.
Sau thành công với việc mở hơn 200 cửa hàng tại 8 nước châu Á, Laneige thâm nhập thị trường Châu Âu với cửa hàng đầu tiên ởMoskva, Nga.
Năm 2010, Laneige trở thành thương hiệu mỹ phẩm chuyên nghiệp với sáng tạo khoa học bổ sung nước cho da (Laneige Advanced Water Science).
Hiện nay, Laneige có các cửa hàng ở Hồng Kông, Trung Quốc, Đài Loan, Singapore, Malaysia, Indonesia, Việt Nam, Thái Lan, Brunei, Philippines, New Zealand, Canada và Mỹ.

## Trang điểm

### Kem nền BB
Đây là một sản phẩm 5 trong 1 mang tính cách mạng, với độ che phủ chống nắng SPF 50, lượng nước khoáng tối ưu, hiệu chỉnh màu sắc, phức hợp sáng da và kem BB. Kem nền BB là sản phẩm tất cả trong một mang đến làn da không tì vết kéo dài cả ngày chỉ với một bước trang điểm. Sản phẩm hiện có 3 màu để hiệu chỉnh sắc da hoàn hảo và được đánh giá là một trong những sản phẩm chăm sóc da cần có của tất cả các thương hiệu.

## Người mẫu đại diện thương hiệu
Tháng 4 năm 2004, nữ diễn viên Jun Ji-hyun được chọn là người mẫu mới của thương hiệu Laneige.
Tháng 1 năm 2008, Song Hye-kyo trở thành người mẫu quảng cáo của Laneige
Tháng 1 năm 2018, Kim Yoo-jung trở thành người mẫu quảng cáo của Laneige
.